# Wings Over Africa
Wings Over Africa (Brasil: Sombras Sobre a África ) é um filme britânico de 1936, do gênero aventura, dirigido por Ladislao Vajda e estrelado por Joan Gardner, Ian Colin, James Harcourte e James Carew. Uma expedição britânica procura por um cache de diamantes enterrado na África.

## Elenco
- Joan Gardner - Carol Reade
- Ian Colin - Tony Cooper
- James Harcourt - Wikins
- James Carew - Norton
- James Craven - John Trevor
- Alan Napier - Redfern
- Phil Thomas - Quincey
- Charles Oliver - Collins
- Rufus Fennell - Saoud